# Flémalle
Flémalle (wa. Flémåle) – miejscowość i gmina (commune) w Belgii, w Regionie Walońskim, w prowincji Liège, w okręgu Liège. 1 stycznia 2024 roku liczyła 27 002 mieszkańców.

## Podział administracyjny
W skład gminy wchodzi siedem dzielnic (section):
- Awirs
- Chokier
- Flémalle-Grande
- Flémalle-Haute
- Gleixhe
- Ivoz-Ramet
- Mons-lez-Liège

## Współpraca
Miejscowości partnerskie:
- Basiliano, Włochy
- Ndjili, Kongo
- Piombino, Włochy